# 喀布尔桂园酒店枪击案
2022年12月12日，一批叛乱分子袭击了阿富汗喀布尔一家受外国人欢迎的酒店。事件至少造成三人死亡，十八人受伤（含外国人）。伊斯兰国-呼罗珊省声称对这次袭击负责。

## 背景
伊斯兰国与塔利班的冲突在2015年开始。2022年9月，一名自杀式炸弹袭击者在俄罗斯驻喀布尔大使馆外自爆，造成两名俄罗斯外交官死亡。12月初，枪手袭击了巴基斯坦驻喀布尔大使馆内的大使，另造成一名巴基斯坦警卫受伤。12月11日，中国驻阿富汗大使王宇召见阿富汗副外长谢尔·穆罕默德·阿巴斯·斯坦尼克扎伊，讨论安全问题，并呼吁塔利班当局“更加关注中国驻喀布尔大使馆的安全”。

## 攻击
当地时间14时30分许，武装分子袭击了阿富汗喀布尔桂园酒店。有住户报告称他们听到了强烈的爆炸声，随后是枪声。次日，圣战组织伊斯兰国呼罗珊省在Telegram声称对此次袭击负责。伊斯兰国在声明中称该酒店遭到袭击原因是该酒店由共产中国运营，且经常有中国外交官光顾。伊斯兰国與中国政府在维族穆斯林种族灭绝问题作對，并一直批评塔利班愿意与中国合作。声明称，袭击者引爆了预先安放的炸药并纵火烧毁酒店。

## 受害者
此次事件造成三人死亡，18人受伤。塔利班发言人扎比乌拉·穆贾希德证实，袭击最终在三名枪手被击毙后结束，酒店的客人也被疏散。中国外交部发言人赵立坚表示有五名中国公民受伤。